# Dorothy Stuart Russell
Dorothy Stuart Russell (29 de junio de 1895-19 de octubre de 1983) fue una patóloga británica (oriunda de Australia). Fue directora del Instituto de Patología Bernhard Baron.

## Biografía
Dorothy Stuart Russell nació en 1895 en Sídney, Australia. Fue la segunda hija de Phillip Russell y Alice Cave. Después de la muerte de su padre en 1898 y la de su madre en 1904, su hermana y ella fueron enviadas a Fowlmere (Inglaterra) bajo el cuidado de su tía paterna. Asistió al Instituto Perse para chicas antes de acudir a la Universidad de Cambridge, obteniendo el grado en el colegio universitario de Girton en 1918.

## Estudios médicos
En 1918, Russell continuó sus estudios en el Hospital Universitario de Londres donde encontró a su mentor Hubert Turnbull. Turnbull era profesor de anatomía mórbida y ella obtuvo financiación para trabajar con él durante varios años. Después de cumplir los requisitos en 1922, se dedicó a estudiar patología. En 1928 Russell ganó una beca Rockefeller y trabajó con Frank Mallory en Boston, y con Wilder Penfield en el Instituto Neurológico Montreal. Esta experiencia le permitió establecerse en la especialidad de neuropatología. Se graduó como doctora en medicina y obtuvo la Medalla de Oro de la Universidad en 1929.
Russell publicó Clasificación de la Enfermedad de Bright en 1930, y se extendió en el tema en su doctorado en 1943. A partir de 1929 Russell trabajó estrechamente con Hugh Cairns en el Consejo de Investigación Médica hasta 1944 . Durante la guerra trabajó en la Universidad de Oxford en el Hospital Militar de Daños Cerebrales.
En 1944 regresó al Hospital Universitario de la Universidad de Londres donde asumió muchas de las obligaciones de Turnbull. En 1946 fue nombrada profesora de patología mórbida, superando el éxito de su mentor Turnbull. Publicó Observaciones en la Patología de la Hidrocefalia en 1949. Russell publicó su trabajo con Lucien Rubinstein, La patología de los tumores del sistema nervioso, en 1959. Se jubiló en 1960.

## Afiliaciones
Russell fue socia de la Real Sociedad de Medicina. También fue socia de la Real Sociedad Microscópica y el Colegio Real de Médicos.
Ganó el Premio Oliver Sharpey del Colegio Real de Médicos en 1968.
Russell murió en Dorking en 1983.